# Marcello Abbondanza

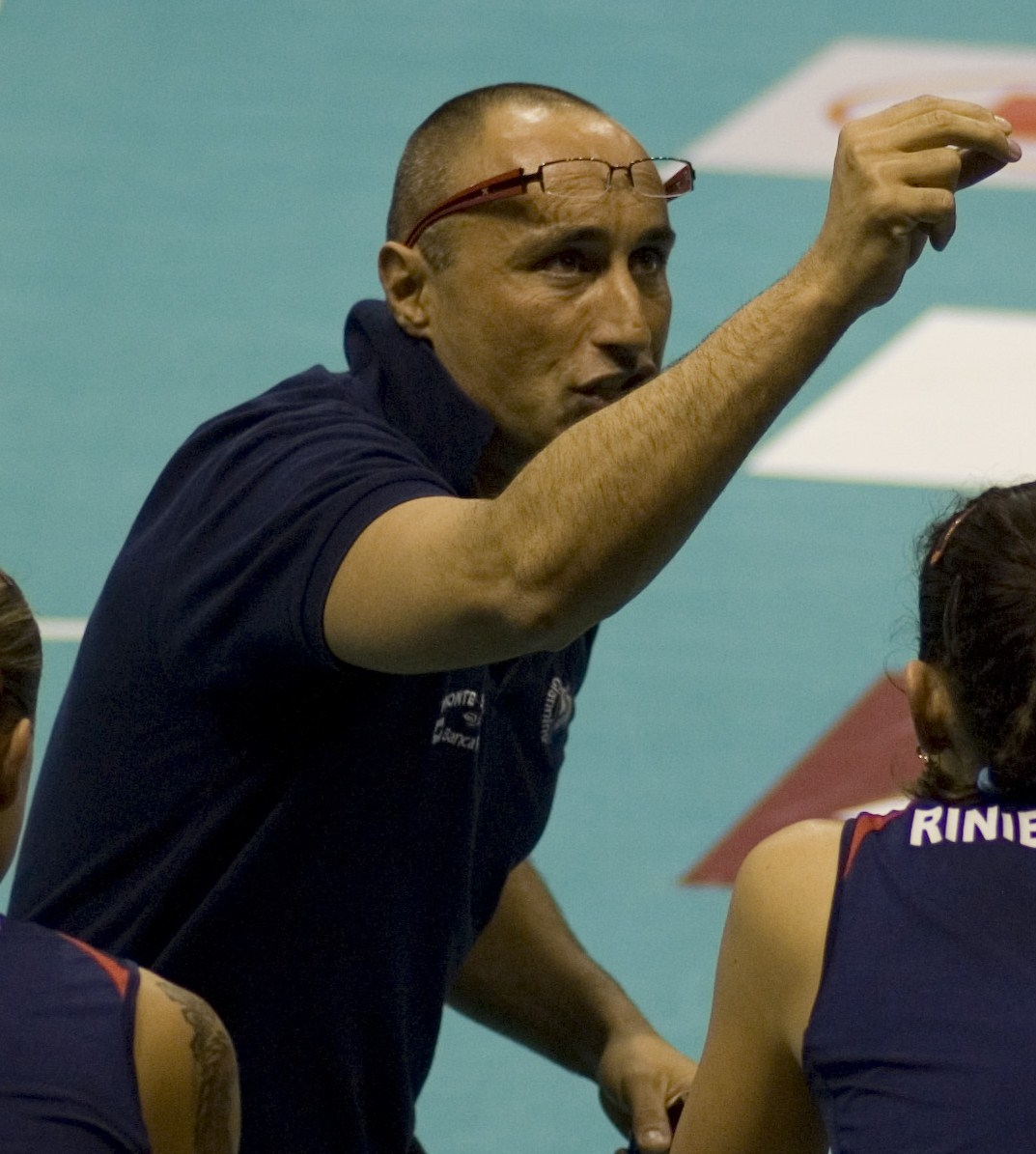
Marcello Abbondanza trenerem Monte Schiavo Banca Marche Jesi

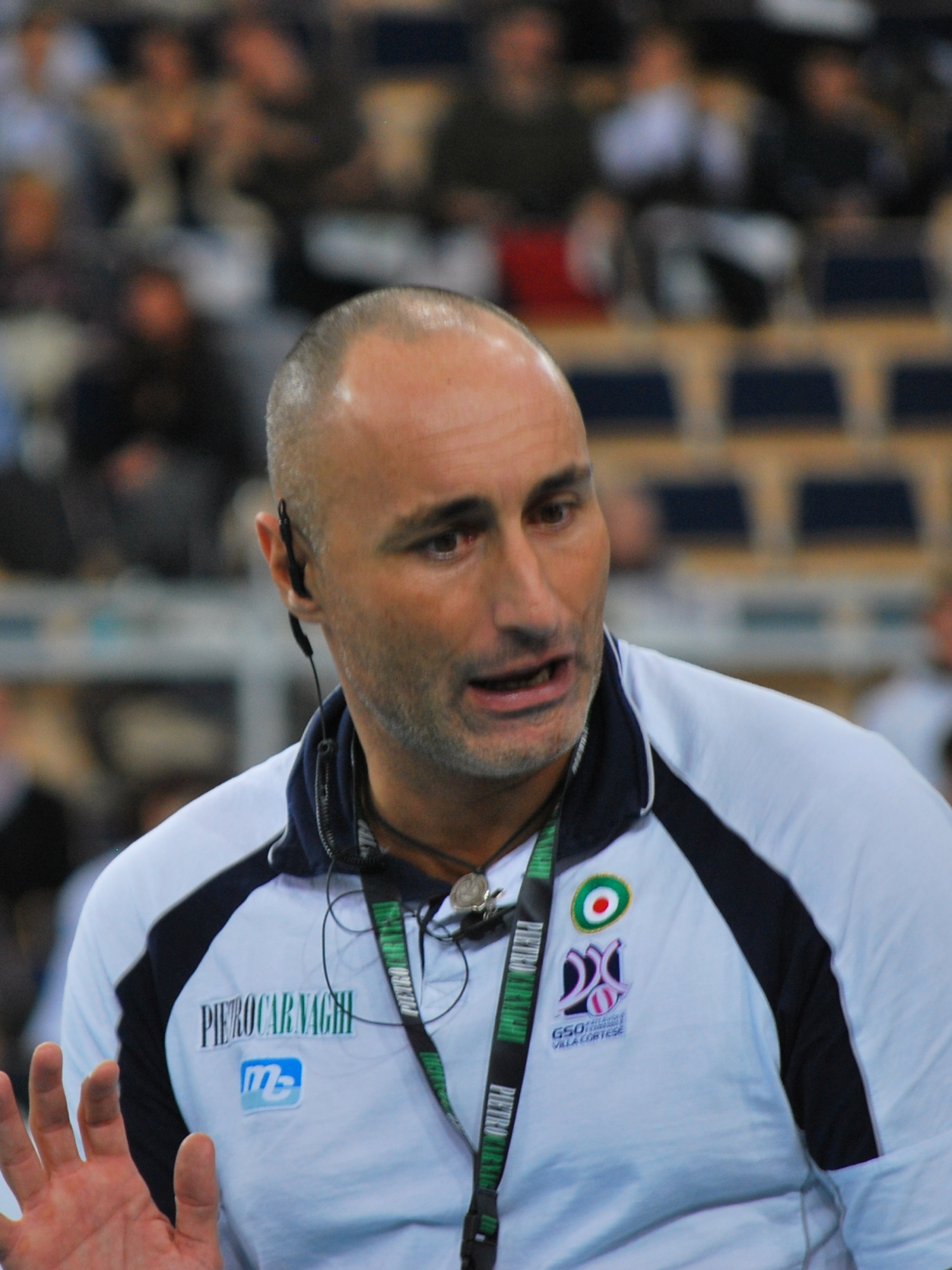
Marcello Abbondanza trenerem MC-Carnaghi Villa Cortese

Marcello Abbondanza (ur. 24 sierpnia 1970 w Cesenie) – włoski trener siatkarski. 
W listopadzie w 2017 roku poślubił byłą turecką siatkarkę Damlę Albayrak we włoskim Ratuszu w Cesenatico.

## Przebieg kariery
| 1996–1997                                 | Big Power Rawenna                  | asystent trenera |
| 1998–2000                                 | Foppapedretti Bergamo              | asystent trenera |
| 2002–2003                                 | Meccanica Pierre Oml Mazzano       | I trener         |
| 2003–2006                                 | Scavolini Pesaro                   | I trener         |
| 2006–2008                                 | Monte Schiavo Banca Marche Jesi    | I trener         |
| 2008–2009 (od 01.12.2008)                 | Infotel Forlì                      | I trener         |
| 2009–2012                                 | MC-Carnaghi Villa Cortese          | I trener         |
| 2011–2014                                 | Bułgaria                           | I trener         |
| 2012–2013                                 | Rabita Baku                        | I trener         |
| 2013–2017                                 | Fenerbahçe Grundig Stambuł         | I trener         |
| 2017–2018                                 | Kanada                             | I trener         |
| 2017 (do 14.11.2017)                      | Pomì Casalmaggiore                 | I trener         |
| 2018–2019 (od 26.02.2018)                 | Chemik Police                      | I trener         |
| 2019–2019 (do 18.11.2019)                 | Zanetti Volley Bergamo             | I trener         |
| 2019–2023 (od 29.11.2019) (do 14.02.2023) | THY Stambuł                        | I trener         |
| 2022–2023                                 | Grecja                             | I trener         |
| 2023–2025 (od 20.02.2023)                 | Incheon Heungkuk Life Pink Spiders | I trener         |
| 2025– (od 11.04.2025)                     | Fenerbahçe Medicana Stambuł        | I trener         |

## Sukcesy trenerskie

### klubowe
Puchar CEV:
- 2006, 2014

Liga włoska:
- 2007, 2010, 2011, 2012

Puchar Włoch:
- 2010, 2011

Klubowe Mistrzostwa Świata:
- 2012

Liga azerska:
- 2013

Liga Mistrzyń:
- 2013
- 2016

Liga turecka:
- 2015, 2017[7]
- 2014, 2016, 2025[8]
- 2021

Puchar Turcji:
- 2015, 2017

Superpuchar Turcji:
- 2015

Liga polska:
- 2018

Puchar Polski:
- 2019

Liga południowokoreańska:
- 2025[9]
- 2023[10], 2024[11]

### reprezentacyjne
Liga Europejska:
- 2012
- 2013